# Carl Shipp Marvel
Carl Shipp "Speed" Marvel (Waynesville, 11 de setembro de 1894 — Tucson, 4 de janeiro de 1988) foi um químico estadunidense.
Especialista em polímeros, trabalhou no desenvolvimento do polibenzimidazol, polímeros termoestáveis usados pela indústria aeroespacial e substitutos do asbesto.